# جائزة ألمانيا الكبرى 1972
جائزة ألمانيا الكبرى 1972 هو سباق فورمولا 1 أقيم بتاريخ 30 يوليو 1972 في حلبة نوربورغرينغ، ألمانيا. كان الثامن من أصل 12 في بطولة العالم لسباقات الفورمولا واحد موسم 1972. حلّ البلجيكي جاكي إيكس أولا بينما جاء السويسري كلاي ريجاتسوني في المركز الثاني.